# Адам Кіцінський (підприємець)
Адам Міхал Кіцінський (нар. 8 вересня 1969) — польський підприємець.

## Автобіографія
Закінчив фізичний факультет Варшавського університету, не отримавши диплом. З 1994 року пов'язаний з компанією CD Projekt. У 1995–1999 роках він створив і керував мережею магазинів брендів CD Projekt. З 1999 по 2004 рік — комерційний директор компанії. З 2004 року він був співкерівником, а з 2006 року керував роботою CD Projekt Red — нової компанії з групи, відповідальної за створення The Witcher, перша частина якої була представлена восени 2007 року. У 2009 році він був творцем та керівником злиття з Optimus. Потім він увійшов до правління компанії, а восени 2010 року став її головою.

## Особисте життя
Брат Міхала, співзасновника CD Projekt.

## Відзнаки
- лауреат премії «Круглий стіл» для польського бізнесу ім. Ян Вейхерта у категорії «Бачення та інновації» (2012)[3],
- лауреат премії імені Кісіеля (2015)[4].